# André da Grécia e Dinamarca
André (Atenas, 2 de fevereiro de 1882 – Monte Carlo, 3 de dezembro de 1944) foi o sétimo filho, o quarto menino, do rei Jorge I da Grécia e sua esposa a grã-duquesa Olga Constantinovna da Rússia, sendo o pai do príncipe Filipe, Duque de Edimburgo e avô paterno de Carlos III do Reino Unido.
Iniciou a sua carreira militar cedo e foi nomeado oficial do exército grego. As suas posições de comando eram nomeações reais e não honorários e ele prestou serviço durante as Guerras dos Balcãs. Em 1913, o seu pai foi assassinado e o irmão mais velho de André, Constantino, tornou-se rei. Insatisfação com a política de neutralidade do irmão durante a Primeira Guerra Mundial, levou à sua abdicação e ao exílio de grande parte da família real, incluindo André. No seu regresso alguns anos mais tarde, o Príncipe prestou serviço na Guerra Greco-Turca de 1920 - 1921, que acabou mal para a Grécia. André acabou sendo culpado pela perda de parte do território grego, tendo de se exilar novamente em 1922. Passou grande parte de sua vida na França.
Em 1930, ele encontrava-se afastado da sua mulher, a princesa Alice de Battenberg. O seu filho, o príncipe Filipe, serviu na marinha britânica durante a Segunda Guerra Mundial, enquanto as suas filhas eram casadas com nobres alemães, três deles com ligações aos nazis. Separado da mulher e dos filhos devido à guerra, André veio a morrer em Monte Carlo em 1944. Não os via desde 1939.

## Infância e juventude
Nascido em Atenas, o príncipe André aprendeu inglês com seus tutores à medida que crescia, mas só falava grego com seus pais, língua que tinha mais facilidade de falar do que seus irmãos. Falava também alemão, dinamarquês, russo e francês. Andou na escola de cadetes e na faculdade militar em Atenas e, apesar das suas dificuldades visuais, juntou-se ao exército.

## Primeiros anos de carreira

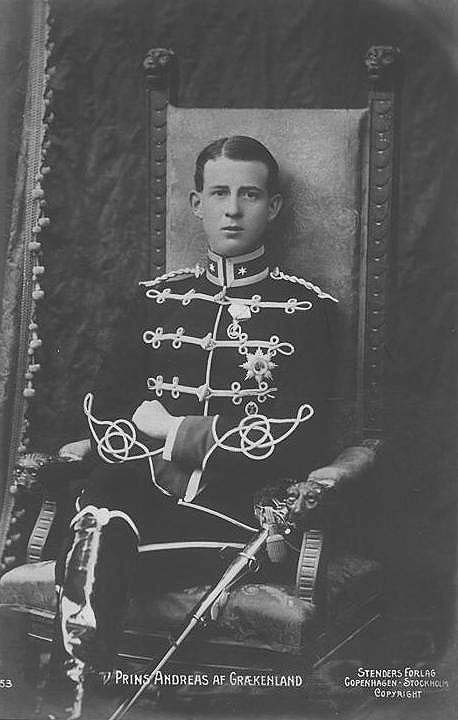
Príncipe André na sua juventude

Em 1909, a situação política na Grécia levou a um golpe de estado, uma vez que o governo de Atenas se recusava a apoiar o parlamento de Creta que tinha pedido a união com a Grécia (na altura a ilha ainda pertencia ao Império Otomano). Um grupo de oficiais insatisfeitos formaram uma Liga Militar nacionalista que eventualmente levou o Príncipe André a despedir-se do exército e a subida ao poder de Eleftherios Venizelos.
Alguns anos mais tarde, com o rebentar das Guerras dos Balcãs, André foi readmitido novamente como tenente coronel no terceiro regimento de cavalaria e colocado no comando dos hospitais de campo. Durante a guerra, o seu pai foi assassinado e André herdou uma vila na ilha de Corfu chamada de Mon Repos. Em 1914, André (como muitos outros príncipes europeus) detinha posições militares honorárias no exercito russo e no alemão, bem como no prussiano, dinamarquês e italiano.
Durante a Primeira Guerra Mundial ele continuou a visitar Berlim, apesar das acusações abafadas no parlamento europeu de que ele era um agente alemão. O seu irmão, o rei Constantino, enveredou uma política de neutralidade, mas o governo eleito de Venizelos apoiava os Aliados. Em junho de 1917, as políticas neutrais do rei forçaram a família ao exílio. Durante os anos que se seguiram, grande parte da família real grega viveu na Suíça.

## Anos no exílio
Durante três anos, o segundo filho de Constantino, Alexandre, foi rei da Grécia até à sua morte prematura derivada de uma dentada de macaco. Constantino foi restaurado ao trono e André novamente aceito no exército, desta vez como General-Major. A família passou a viver em Mon Repos.
André recebeu comando do Segundo Exército durante a Batalha de Sakarya, que efectivamente marcou a derrota da Grécia na Guerra Greco-Turca de 1919-1922. A 19 de setembro de 1921, André recebeu ordens para atacar as posições turcas, o que ele considerou um movimento desesperado e pouco distante do “pânico mal escondido”. Recusando-se a colocar os seus homens em perigo, André seguiu o seu próprio plano de batalha, desagradando o comandante geral Anastasios Papoulas. Retirado das suas funções como chefe e recebendo um traje de Papoulas, André ofereceu-se para se demitir do seu comando, mas Papoulas recusou. Os turcos invadiram e atacaram as tropas gregas do príncipe e elas foram obrigadas a bater em retirada. André foi então transferido para o Conselho Militar Supremo e depois nomeado comandante do Quinto Exército. Papoulas foi substituído pelo general Georgios Hatzianestis.
A insatisfação com o processo da guerra levou a outro golpe de estado em 1922 durante o qual André foi preso, julgado e considerado culpado por “desobedecer a uma ordem” e “agir por iniciativa própria” durante a batalha do ano anterior. Muitas das testemunhas a favor nos julgamentos de traição foram fuziladas, incluindo Hatzianestis e cinco polícias experientes. Os diplomatas britânicos assumiram que André poderia estar em perigo mortal. Apesar de poupado, o príncipe foi condenado ao banimento e saiu da Grécia na companhia da esposa e filhos a bordo do navio britânico HMS Calypso. A família passou então a viver numa pequena casa que lhes foi emprestada pela cunhada abastada de André, a princesa Marie Bonaparte, em Saint-Cloud nos arredores de Paris.

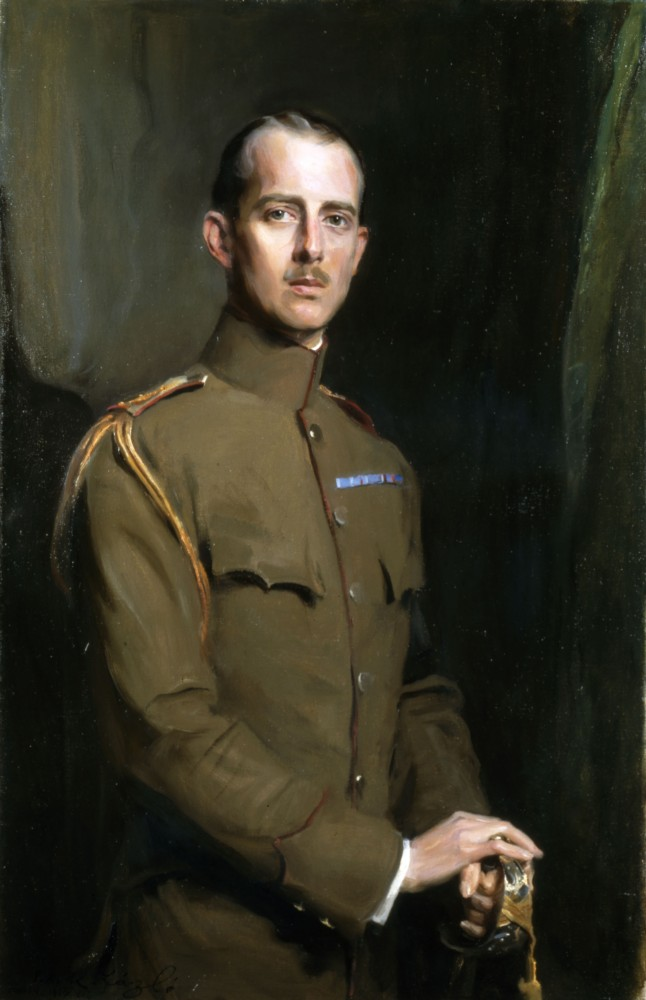
André em 1913 por Philip de László

Em 1930, André publicou um livro intitulado “A Caminho do Desastre: O Exercito Grego na Ásia Menor em 1921", no qual defendeu as suas acções durante a Batalha de Sakarya, mas essencialmente viveu uma vida de isolação forçada apesar de estar apenas nos seus 40 anos.
Durante o tempo de exílio, a família tornou-se cada vez mais dispersa. Alice sofreu um esgotamento nervoso e foi internada na Suíça. As suas filhas mudaram-se para a Alemanha após os seus casamentos, separadas de André, e Filipe foi enviado para uma escola no Reino Unido onde era criado pelos parentes maternos. André foi viver para o Sul de França.
Na Riviera Francesa, André viveu num pequeno apartamento, em quartos de hotel e a bordo de um Iate com a sua amiga, a Condessa Andrée de La Bigne. O seu casamento com Alice encontrava-se efectivamente acabado e após a cura e recuperação, ela voltou para a Grécia. Em 1936, a sentença de exílio dele foi terminada devido a leis de emergência que também restauraram terra e direitos ao Rei. André regressou à Grécia para uma breve visita nesse Maio. No ano seguinte, a sua filha Cecília, o marido dela e os filhos morreram num acidente aéreo em Ostend, na Bélgica. Ele viu a sua esposa Alice pela primeira vez em seis anos no funeral de sua filha em Hesse.
No inicio da Segunda Guerra Mundial, André viu-se preso na França enquanto que o seu filho Filipe lutava pelo lado britânico. Eles não podiam ver-se ou sequer manter correspondência. Dois dos genros de André lutaram pelo lado alemão: o príncipe Cristóvão de Hesse era um membro do NSDAP e das SS, e Bertoldo de Baden, ficou invalidado do exército alemão em 1940 após um ferimento grave na França. Durante cinco anos, André não viu nem a sua esposa nem o seu filho. Viria a morrer, em 3 de dezembro de 1944,  perto do final da guerra, no Hotel Metropolitano em Monte Carlo, Mónaco de paragem cardíaca e esclerose das artérias.
André foi enterrado primeiro na Igreja Ortodoxa Russa de Nice, mas em 1946 os seus restos mortais foram transferidos num navio grego para o cemitério real do Palácio de Tatoi, perto de Atenas.

## Honras
- Cavaleiro da Ordem do Elefante, 6 de agosto de 1902[28]
- Cavaleiro da Ordem da Águia Negra[29]
- Cavaleiro da Ordem da Anunciação, 1907[29]
- Cavaleiro da Ordem de Santo André[29]
- Grã-Cruz da Ordem de Carlos III, 30 de dezembro de 1906[30]
- Grã-Cruz Honorário da Real Ordem Vitoriana, 22 de agosto de 1902[31]

## Casamento e descendência

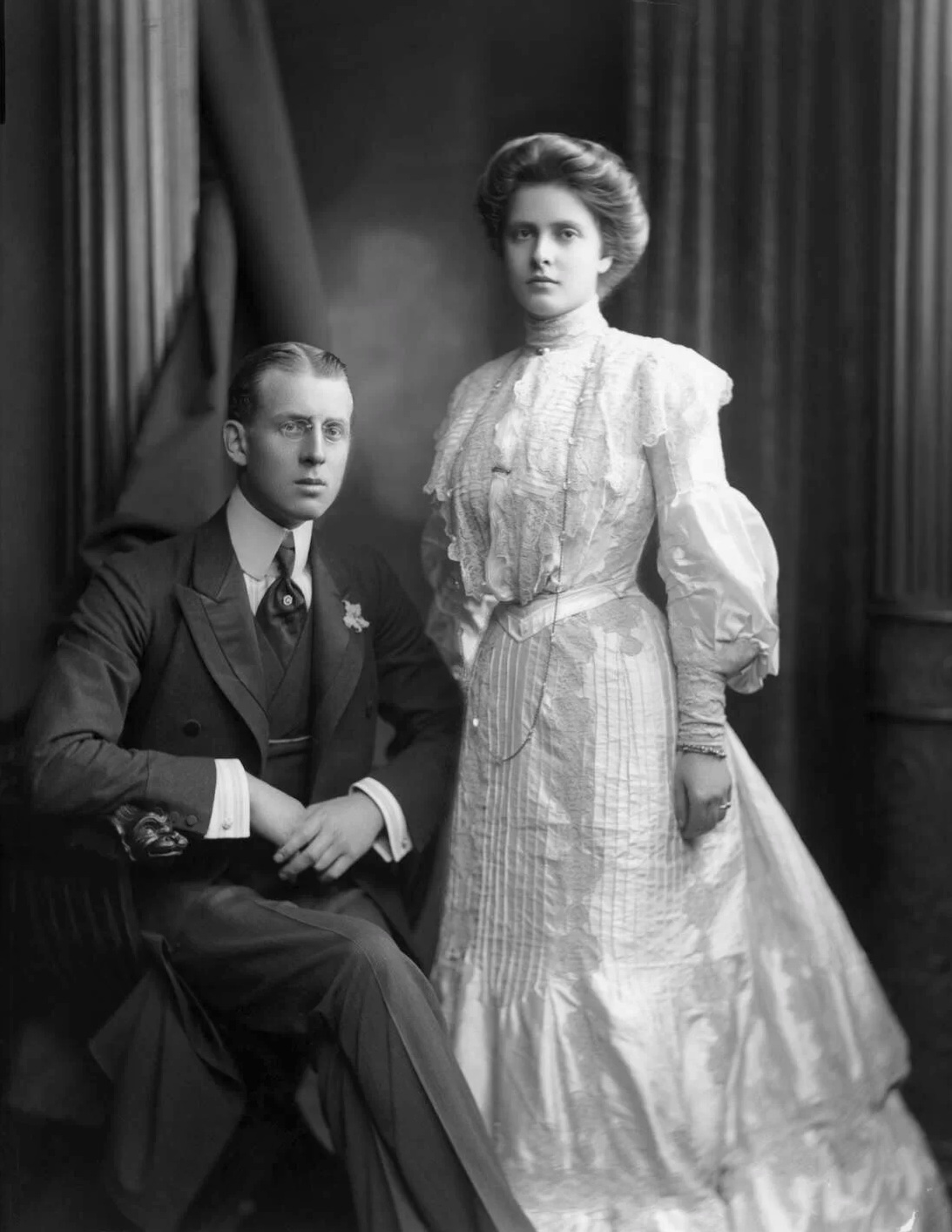
André com sua esposa Alice de Battenberg, 1913

Em 1902, o príncipe André conheceu a princesa Alice de Battenberg na coroação do seu tio Eduardo VII em Londres. A princesa Alice era a filha do príncipe Louis de Battenberg e da princesa Vitória de Hesse e do Reno. Eles apaixonaram-se e no ano seguinte, a 6 de outubro de 1903, casaram-se pelo civil em Darmstadt. No dia seguinte voltaram a casar em duas cerimónias, uma luterana e uma ortodoxa.
| Nome               | Nascimento          | Morte                  | Notas |
| ------------------ | ------------------- | ---------------------- | --- |
| Princesa Margarida | 18 de abril de 1905 | 24 de abril de 1981    | Casou-se com Godofredo, Príncipe de Hohenlohe-Langenburg em 1931, com descendência.                                           |
| Princesa Teodora   | 30 de maio de 1906  | 16 de outubro de 1969  | Casou-se com Bertoldo, Marquês de Baden em 1931, com descendência.                                                            |
| Princesa Cecília   | 22 de junho de 1911 | 16 de novembro de 1937 | Casou-se com Jorge Donatus, Grão-Duque Hereditário de Hesse em 1931, com descendência.                                        |
| Princesa Sofia     | 26 de junho de 1914 | 24 de novembro de 2001 | Casou-se com Cristóvão de Hesse em 1930, com descendência. Casou-se com Jorge Guilherme de Hanôver em 1946, com descendência. |
| Príncipe Filipe    | 10 de junho de 1921 | 9 de abril de 2021     | Casou-se com Isabel II do Reino Unido em 1947, com descendência.                                                              |